# Walisische Badmintonmeisterschaft 1962
Die Walisische Badmintonmeisterschaft 1962 fand bereits vom 8. bis zum 9. Dezember 1961 in Deganwy statt. Es war die elfte Austragung der nationalen Titelkämpfe im Badminton in Wales.

## Titelträger
| Disziplin    | Sieger                         |
| ------------ | ------------------------------ |
| Herreneinzel | Gordon Rowlands                |
| Dameneinzel  | Angela Davies                  |
| Herrendoppel | Stuart Dickson Gordon Rowlands |
| Damendoppel  | Angela Davies H. H. Anderson   |
| Mixed        | Stuart Dickson Angela Davies   |